# Емилия Александрова
Емилия Александрова (на македонска литературна норма: Емилија Александрова) е политик от Северна Македония.

## Биография
Родена е на 29 юни 1975 година в малешевското градче Берово, тогава в Социалистическа федеративна република Югославия. Завършва Факултета по сигурност в Скопския университет.
В 2016 година е избрана за депутат от ВМРО – Демократическа партия за македонско национално единство в Събранието на Република Македония.
След като на 19 октомври 2018 година гласува за конституционните промени за смяна на името на държавата заедно с другите шестима депутати гласували „за“ е изключена от ВМРО-ДПМНЕ и от парламентарната група.